# Las Peñitas, San Luis Potosí
Las Peñitas är en ort i Mexiko.   Den ligger i kommunen Alaquines och delstaten San Luis Potosí, i den centrala delen av landet, 290 km norr om huvudstaden Mexico City. Las Peñitas ligger 1 187 meter över havet och antalet invånare är 129.
Terrängen runt Las Peñitas är kuperad, och sluttar österut. Runt Las Peñitas är det ganska glesbefolkat, med 21 invånare per kvadratkilometer. Närmaste större samhälle är Cardenas, 16,4 km väster om Las Peñitas. I omgivningarna runt Las Peñitas växer i huvudsak städsegrön lövskog.